# Хлебный соус
Хле́бный со́ус (англ. bread sauce) — британский горячий или холодный соус, приготовленный из молока, загущенного хлебом или панировочными сухарями, который обычно едят с жареным цыпленком или индейкой.

## Рецепт
Основной рецепт требует молока и лука с панировочными сухарями и маслом, добавленными в качестве загустителей, приправленных мускатным орехом, гвоздикой, лавровым листом, перцем и солью.
Также вместо сухарей используются кусочки белого хлеба. Употребление слегка чёрствого хлеба является оптимальным.

## История
Хлебный соус можно проследить, по крайней мере, ещё с средневекового периода. Использование хлеба таким образом, вероятно, происходит от поваров, желающих использовать свой чёрствый хлеб, которые обнаружили, что его можно добавлять в соусы, чтобы сделать их более густыми.